# Boston Marathon 1957
De Boston Marathon 1957 werd gelopen op zaterdag 20 april 1957. Het was de 61e editie van deze marathon. Aan deze wedstrijd mochten geen vrouwen deelnemen. De Amerikaan John J Kelley kwam als eerste over de streep in 2:20.05.

## Uitslag
| rang   | naam                  | land | tijd    |
| ------ | --------------------- | ---- | ------- |
| Goud   | John J. Kelley        | USA  | 2:20.05 |
| Zilver | Veikko Karvonen       | FIN  | 2:23.54 |
| Brons  | Chung-Woon Lim        | KOR  | 2:24.59 |
| 4      | Olavi-Adrian Manninen | FIN  | 2:25.19 |
| 5      | Han Soong c.          | KOR  | 2:28.14 |
| 6      | Keizo Yamada          | JPN  | 2:33.22 |
| 7      | Gordon Dickson        | CAN  | 2:37.04 |
| 8      | Nobuyoshi Sadanaga    | JPN  | 2:38.13 |
| 9      | Rodolfo Mendez Jr.    | USA  | 2:39.45 |
| 10     | Aldred Confalone      | USA  | 2:47.51 |

1897 ·
1898 ·
1899 ·
1900 ·
1901 ·
1902 ·
1903 ·
1904 ·
1905 ·
1906 ·
1907 ·
1908 ·
1909 ·
1910 ·
1911 ·
1912 ·
1913 ·
1914 ·
1915 ·
1916 ·
1917 ·
1918 ·
1919 ·
1920 ·
1921 ·
1922 ·
1923 ·
1924 ·
1925 ·
1926 ·
1927 ·
1928 ·
1929 ·
1930 ·
1931 ·
1932 ·
1933 ·
1934 ·
1935 ·
1936 ·
1937 ·
1938 ·
1939 ·
1940 ·
1941 ·
1942 ·
1943 ·
1944 ·
1945 ·
1946 ·
1947 ·
1948 ·
1949 ·
1950 ·
1951 ·
1952 ·
1953 ·
1954 ·
1955 ·
1956 ·
1957 ·
1958 ·
1959 ·
1960 ·
1961 ·
1962 ·
1963 ·
1964 ·
1965 ·
1966 ·
1967 ·
1968 ·
1969 ·
1970 ·
1971 ·
1972 ·
1973 ·
1974 ·
1975 ·
1976 ·
1977 ·
1978 ·
1979 ·
1980 ·
1981 ·
1982 ·
1983 ·
1984 ·
1985 ·
1986 ·
1987 ·
1988 ·
1989 ·
1990 ·
1991 ·
1992 ·
1993 ·
1994 ·
1995 ·
1996 ·
1997 ·
1998 ·
1999 ·
2000 ·
2001 ·
2002 ·
2003 ·
2004 ·
2005 ·
2006 ·
2007 ·
2008 ·
2009 ·
2010 ·
2011 ·
2012 ·
2013 ·
2014 ·
2015 ·
2016 ·
2017 ·
2018 ·
2019 ·
2020 ·
2021 ·
2022